# Carl Chun
Carl Chun (1 de octubre de 1852 , Höchst (Frankfort del Meno) - 11 de abril de 1914 , Leipzig) fue un biólogo, explorador marítimo y abisal alemán. Estudió zoología en la Universidad de Leipzig, y enseñando en Königsberg y en Breslau, antes de obtener una cátedra de biología en 1892.

## Expedición de la Valdivia
Inició y dirigió una expedición a altamar que partió con el navío "Valdivia", del puerto de Hamburgo, el 31 de julio de 1898 explorando los mares subantárticos. Por vez primera, se aportaron pruebas de las grandes profundidades en la región debido a las campañas de sondeos realizadas. Visitó la isla Bouvet, las islas Kerguelen y otras de la región, y luego regresa a Hamburgo el 1 de mayo de 1899.
Estudió particularmente a los cefalópodos y el plancton. Descubrió y nombró a Vampyroteuthis infernalis, literalmente «calamar vampiro del infierno».

## Vida privada
Estaba casado con Lily Vogt, hija del profesor Carl Vogt (1817-1895).

## Honores
- Miembro de la Asamblea Nacional de Frankfurt

## Algunas publicaciones
- "Aus den Tiefen des Weltmeeres" (Desde las profundidades del océano). 2.ª ed. 592 pp. Jena: Fischer, 1903

- Aus den Tiefen des Weltmeeres. 1.ª ed. 549 pp., Jena: Fischer, 1900

- "Die Siphonophoren der Plankton-Expedition". 1897. Kiel; Leipzig. 142 pp. Archivo pdf del libro completo 49,1 MB Archivado el 4 de marzo de 2016 en Wayback Machine.

- "Die Ctenophoren der Plankton - Expedition". 1898. Kiel; Leipzig. 45 pp. Archivo pdf del libro completo 16,1 MB Archivado el 3 de octubre de 2015 en Wayback Machine.

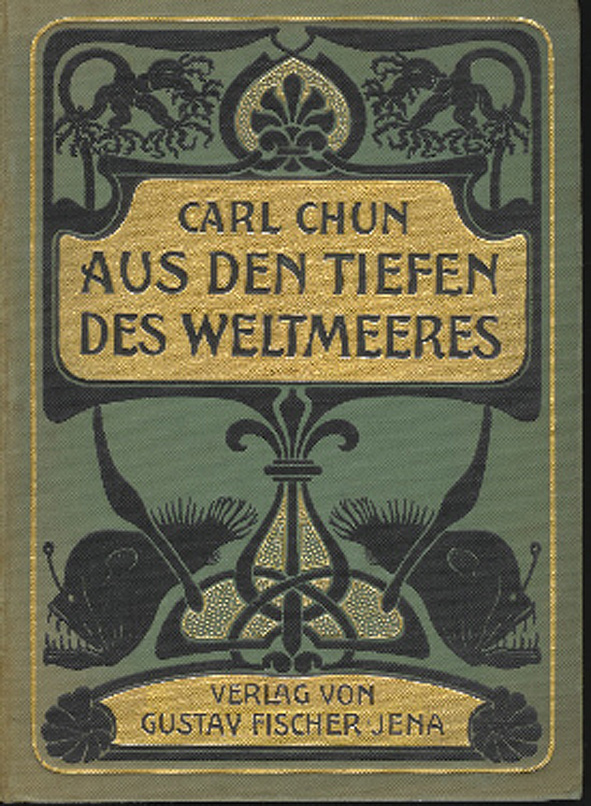
Página principal de la 1.ª edición „Aus den Tiefen des Weltmeeres“ (1900)

- Die Ctenophoren des Golfes von Neapel und der angrenzenden Meeres-Abschnitte: eine Monographie. Fauna und Flora des Golfes von Neapel und der angrenzenden Meeres-Abschnitte hrsg. von der Zoologischen Station zu Neapel, 1: XVIII, 313 pp., Stazione Zoologica Napoli, Leipzig: Engelmann, 1880

- Katechismus der Mikroskopie. Webers illustrierte Katechismen. 138 pp. Leipzig: S.Weber, 1885

- Die pelagische Thierwelt in grösseren Meerestiefen und ihre Beziehungen zu der Oberflächenfauna. Bibliotheca Zoologica 1 (1): 66 pp. Cassel: Fischer, 1887

- Die Beziehungen zwischen dem arktischen und antarktischen Plankton. 64 pp. Stuttgart: Nägele, 1897

- Die Cephalopoden T. 1: Oegopsida. Wissenschaftliche Ergebnisse der deutschen Tiefseeexpedition auf dem Dampfer Valdivia 1898–1899, 18(1), Jena: Fischer, 1910

- Die Cephalopoden T. 2: Myopsida, Octopoda. Wissenschaftliche Ergebnisse der deutschen Tiefseeexpedition auf dem Dampfer Valdivia 1898–1899, 18(2), Jena: Fischer, 1910